# Sugar Free
„Sugar Free” – singel południowokoreańskiej grupy T-ara. Utwór promował album And & End. Został wydany 11 września 2014 roku. Remiksy tego utworu zostały wydane na albumie EDM CLUB Sugar Free Edition.
Singel sprzedał się w Korei Południowej w nakładzie 122 491 egzemplarzy (we wrześniu 2014 r.).

## Lista utworów
| Nr | Tytuł                          | Słowa                         | Muzyka                        | Czas |
| -- | ------------------------------ | ----------------------------- | ----------------------------- | ---- |
| 1. | "Sugar Free" (BigRoom Version) | Shinsadong Tiger, Beomi Nangi | Shinsadong Tiger, Beomi Nangi | 3:55 |

## Notowania
| Lista                         | Najwyższa pozycja |
| ----------------------------- | ----------------- |
| Gaon Weekly Digital Chart     | 36                |
| Gaon Monthly Digital Chart    | 61                |
| Gaon Streaming Chart          | 66                |
| Gaon Weekly Download Chart    | 19                |
| Gaon Monthly Download Chart   | 54                |
| Billboard World Digital Songs | 4                 |